# مالیمبه گولا
مالیمبه گولا (نام علمی: Malimbus ballmanni) نام یک گونه از سرده مالیمبه‌ها است.